# Гостилицы (аэродром)

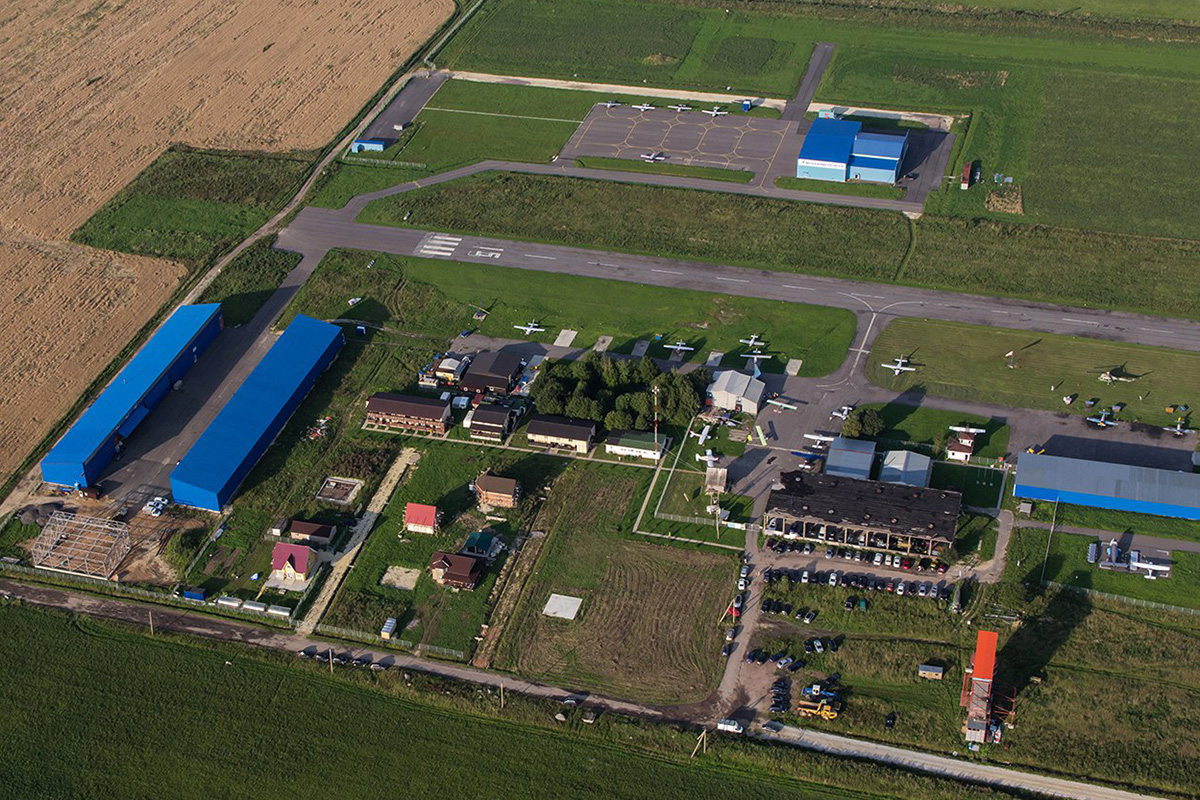
Вид с воздуха

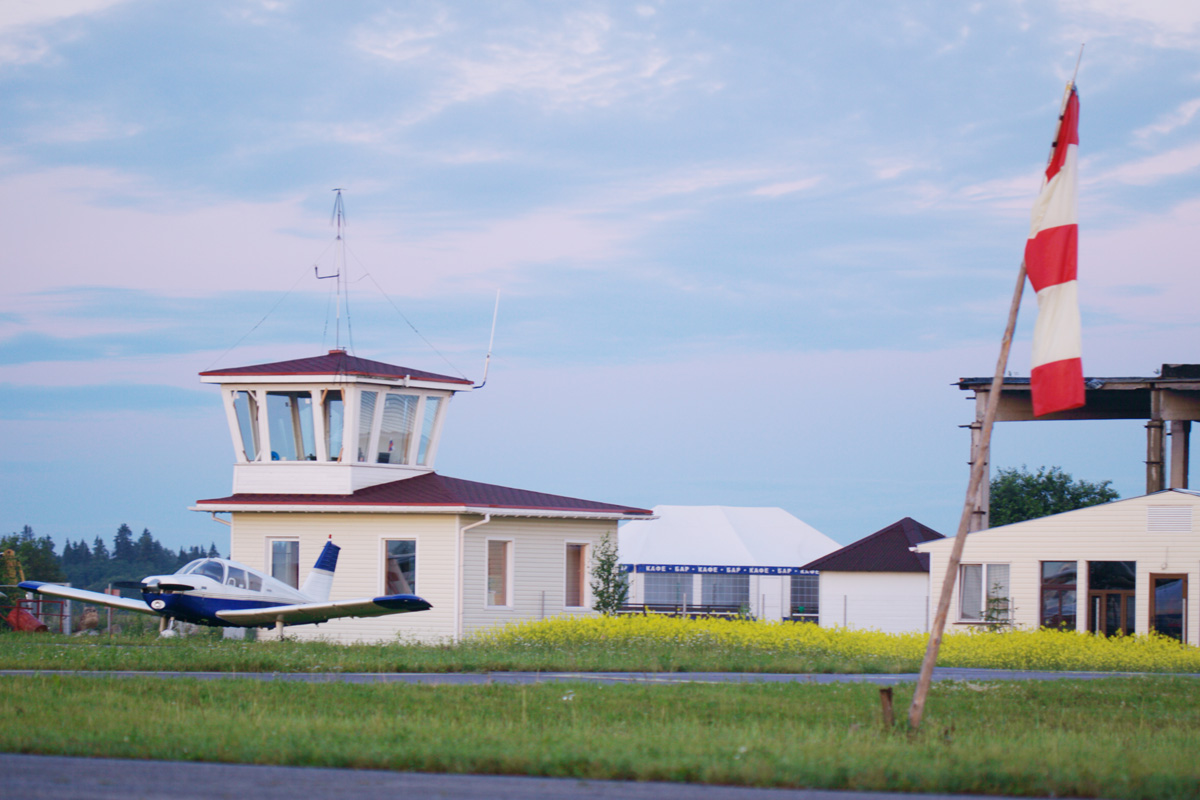
Аэродром Гостилицы — СКП

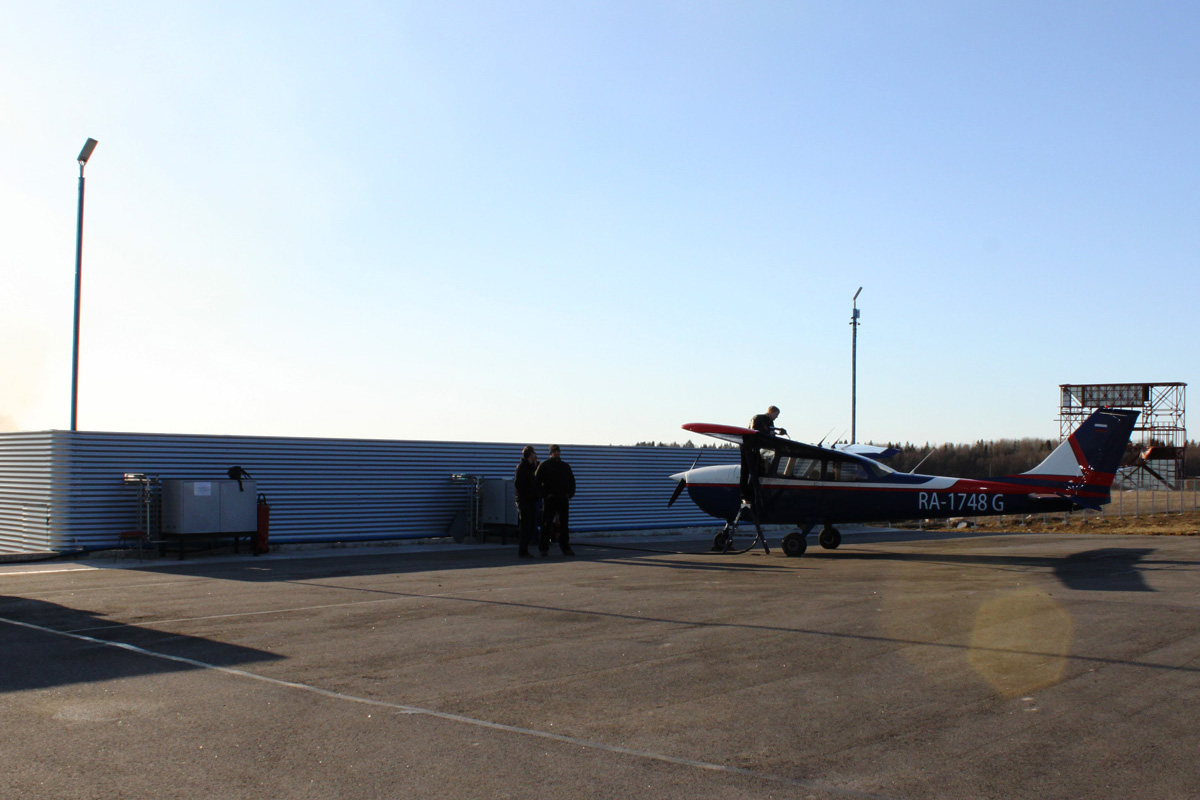
Аэродром Гостилицы — заправка

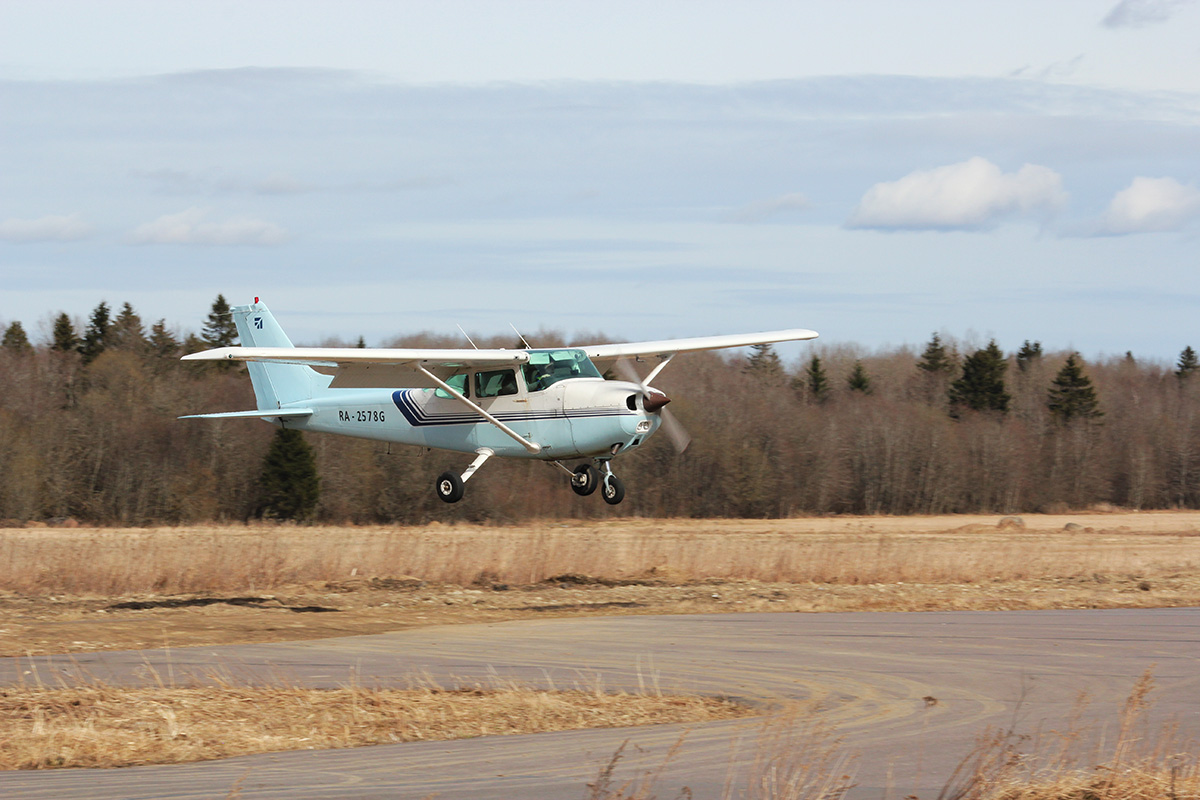
Аэродром Гостилицы — посадка на полосу 15L

Аэродром «Гостилицы» — аэродром авиации общего назначения (АОН), расположенный 3 км южнее поселка Гостилицы в Ломоносовском районе Ленинградской области. Аэродром «Гостилицы» предназначен для базирования и выполнения полётов воздушными судами авиации общего назначения (АОН), экспериментальной и спортивной авиации.

## Основные данные
Аэродром «Гостилицы» — самый крупный аэродром авиации общего назначения в Северо-западном федеральном округе Российской Федерации. На аэродроме базируется более 100 воздушных судов малой и сверхлегкой авиации: одномоторные и двухмоторные самолёты, гидросамолеты, вертолеты, дельталеты, микросамолеты и аэрошюты. На аэродроме проводятся соревнования, показательные выступления и воздушные праздники.
Аэродром работает круглогодично в светлое время суток.
| Характеристика            | Значение                         |
| ------------------------- | -------------------------------- |
| Координаты КТА            | 59°43′08″ с. ш. 029°38′06″ в. д. |
| Магнитное склонение       | +9,6°                            |
| Магнитный посадочный курс | 150°/330°                        |
| Позывной                  | Бутон                            |
| Частоты, МГц              | 123,7                            |

## Аэроклубы и предприятия
- Клуб СЛА «АРГО»
- Федерация Самолётного Спорта — Санкт-Петербург. Аэроклуб «Геометрия полета»
- Аэроклуб Взлетим.ру
- Авиаклуб ПитерПолет
- Аэроклуб АвиаДух
- Авиацентр «Петербург»
- Агентство БАЛТАЭРОСЕРВИС
- Производство самолётов Tundra
- Самолёты Hornet в России
- Любительская сборка самолётов АмфибиКа
- Аэродинамическая труба закрытого типа «Аэро-Питер»

## Авиапарк
| Самолёты | Вертолёты                          | Сверхлегкие ВС                                                                 |
| --- | ---------------------------------- | ------------------------------------------------------------------------------ |
| Як-52, Як-18Т, АН-2, Cessna 152, Cessna-150 Aerobat, Cessna 172, Cessna 182, Cessna 177, Cessna 210, Cessna 337, Cessna 185, Socata Rallye, Socata TB9, Socata TB20, Diamond DA20, Piper Cub, Piper PA-25 Pawnee, Piper Cherokee, Piper Malibu, Л-42М, Beeachcraft King Air B200, Hornet, Tundra, Extra EA-300, DHC-2 Beaver | Robinson R44, Sud-Aviation Gazelle | Птенец-2, Zodiac, STOL-701, Ikarus 42, Dragonfly, Авиатика, Дельталет, Аэрошют |

## История
История аэродрома «Гостилицы» началась во времена СССР. Он был построен в 1972 году как узловая взлётно-посадочная площадка, предназначавшаяся для целей сельскохозяйственной авиации. Почти 20 лет со взлётно-посадочной площадки «Гостилицы» выполняли полеты самолёты Ан-2, которые называли «кукурузниками». Ан-2 выполняли авиационно-химические работы над колхозными полями — это был период расцвета аграриев за рекордные урожаи. Инфраструктура состояла из асфальто-бетонной полосы длиной 400 метров, рулежной дорожки, перрона, бетонного навеса для хранения химикатов и пожарный водоем.
В 1990-е годы взлётно-посадочная площадка «Гостилицы» не использовалась ввиду возникших финансово-экономических проблем у собственника (колхоза). К началу 2000-х годов взлетно-посадочная полоса частично заросла травой, инфраструктура аэродрома была разрушена. В 2003 году про взлётно-посадочную площадку «Гостилицы» узнала группа пилотов-дельтапланеристов, искавших подходящее место для полетов. Картина всеобщей разрухи и тот факт, что на пустом аэродроме с заросшей полосы кто-то все-таки пытается взлетать, произвели на пилотов такое сильное впечатление, что они единогласно постановили — аэродром должен быть восстановлен.
Для пилотов сверхлегкой авиации аэродром «Гостилицы» оказался удачным  — близость к городу, доступность практически любыми видами транспорта, красивые пейзажи и множество исторических достопримечательностей, расположенных в районе полетов. Пилоты организовали на аэродроме клуб сверхлегкой авиации «Арго», вычистили полосу и начали процедуры по восстановлению юридического статуса аэродрома. Переговоры с властями, длившиеся более 2-х лет, позволили вернуть «Гостилицам» первоначальный статус «взлётно-посадочной площадки».
Настоящее второе рождение площадка «Гостилицы» получила в 2006 году, после расформирования аэродрома «Ржевка», в «Гостилицы» перебазировался клуб любителей малой авиации — Невский аэроклуб. Авиационные объединения привезли с собой не только самолёты и оборудование, но и   идеи по возрождению лёгкой авиации и реконструкции аэродрома, собственные наработки, заложенные Невским аэроклубом и Марковым Николаем Николаевичем.
За следующие несколько лет было полностью восстановлено аэродромное хозяйство: асфальтовая полоса увеличена до 600 метров, построена грунтовая полоса длиной 600 метров, построены четыре перрона, три рулежных дорожки, ангары и заправочная станция, организованы места отдыха для летно-технического состава и кафе для гостей. В настоящее время «Гостилицы» — круглогодично действующий аэродром с развитой инфраструктурой, полностью приспособленный для использования, хранения, обслуживания и постройки летательных аппаратов малой и сверхлегкой авиации.

## Авиационные происшествия
8 января 2021 г. в районе посадочной площадки "Гостилицы" Ломоносовского района Ленинградской области произошло столкновение в воздухе частных самолётов вида "РОККИ" (государственный регистрационный номер RA-2659G) и "C-152KN" (государственный регистрационный номер RA-1488G). Находившиеся на борту воздушного судна с номером RA-2659G пилот и два пассажира погибли, воздушное судно разрушено. Воздушное судно RA-1488G получило незначительные повреждения, находившийся на борту пилот не пострадал. 9 января 2021 г. Межгосударственный авиационный комитет сформировал комиссию по расследованию данной авиационной катастрофы. Из промежуточного отчёта Межгосударственного авиационного комитета:
"На п. п. Гостилицы отсутствовал орган ОВД, предусмотренный аэронавигационным паспортом посадочной площадки. Наземным движением ВС 08.01.2021 «управляло» лицо, не имевшее свидетельства диспетчера УВД, выданного в соответствии с ФАП-216. По сути, указанное лицо выполняло функции диспетчера-информатора, при этом трудовые отношения с администрацией посадочной площадки оформлены не были".
24 апреля 2022 г. на посадочной площадке "Гостилицы" произошло авиационное происшествие с самолётом вида "Кронавиа-8" (государственный регистрационный номер RA-0333G), принадлежащим частному лицу. По имеющейся информации, на борту находились пилот и пассажир. В результате авиационного происшествия пилот получил травмы, пассажир не пострадал. Воздушное судно получило повреждения. 26 апреля 2022 г. Межгосударственный авиационный комитет сформировал комиссию по расследованию данного авиационного происшествия, комиссия приступила к работе.